# Crotaphytus grismeri
Espèce
Statut de conservation UICN

 LC  : Préoccupation mineure
Crotaphytus grismeri est une espèce de sauriens de la famille des Crotaphytidae. 

## Répartition
Cette espèce est endémique de Basse-Californie au Mexique. Elle se rencontre dans la Sierra de Los Cucapas et la Sierra El Mayor.

## Étymologie
Cette espèce est nommée en l'honneur de Larry Lee Grismer.

## Publication originale
- Mcguire, 1994 : A new species of collared lizard (Iguania: Crotaphytidae) from northeastern Baja California, Mexico. Herpetologica, vol. 51, n. 4, p. 438-450.